# 布斯图里亚
布斯图里亚，是西班牙巴斯克自治区比斯开省的一个市镇。总面积20平方公里，总人口1662人（2001年），人口密度83人/平方公里。